# Klaas Vink
Klaas Vink (15 augustus 1964) is een Nederlands voormalig profvoetballer die als aanvaller speelde voor Excelsior Rotterdam, FC Wageningen, De Graafschap en SC Heracles. 